# Erioptera sziladyi
Erioptera sziladyi là một loài ruồi trong họ Limoniidae. Chúng phân bố ở miền Australasia.